# Бластопор

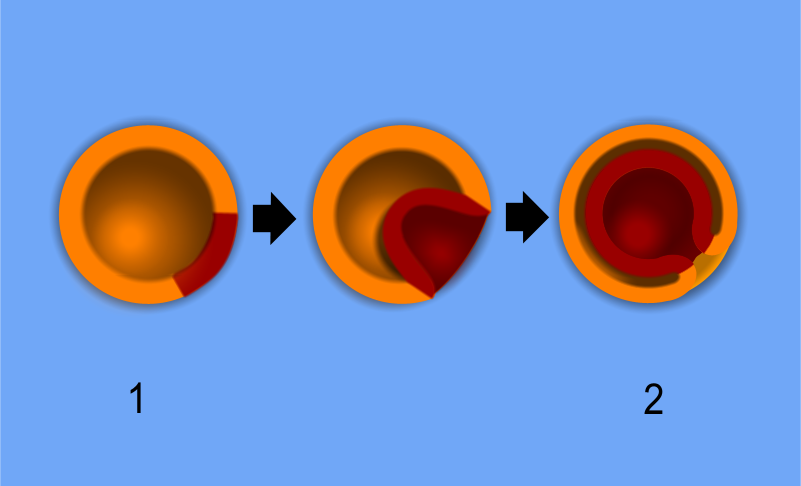
Формування ентодерми (виділено червоним) в процесі гаструляції (інвагінації) в ході відокремлення від ектодерми (виділено помаранчевим).
1 — Бластула, 2 — Гаструла

Бластопор (від дав.-гр. βλαστός — пагін + дав.-гр. πόρος — прохід, отвір) — отвір, що сполучає внутрішню порожнину зародка тваринного організму на стадії гаструли із зовнішнім середовищем. Інші назви — первинний рот, гастропор.
У більшості тварин бластопор закладається на вегетативному полюсі; у частини гідроїдних і реброплавів, можливо, на анімальному (у гідроїдних ранні зародки тимчасово втрачають полярність, а у реброплавів бластомери здійснюють складні рухи, тому встановити відповідність між полюсами яйця і зародка важко).
Бластопор зазвичай зміщений на майбутню черевну сторону зародка. Тільки у хордових бластопор зміщений на спинний бік, оскільки морфологічно черевна сторона стала у хордових функціонально спинною.
У процесі розвитку у первинноротих тварин бластопор зазвичай перетворюється в рот або утворює рот і анальний отвір. У чистому вигляді амфістомія (замикання бластопора посередині разом з утворенням з нього рота та ануса) зустрічається у примітивних поліхет, оніхофор і нематод. У більшості кільчастих червів, молюсків і форонід щілиноподібний бластопор замикається ззаду наперед, із переднього отвору формується рот, а анус утворюється біля заднього краю замкненого бластопора. У плеченогих і нижчих хордових бластопор замикається спереду назад, при цьому зазвичай і рот, і анус формуються заново. Бластопор повністю перетворюється в рот у немертин і плоских червів. Цілком перетворюється в анус бластопор у волосових, деяких ракоподібних і молюсків, а також у голкошкірих. Таким чином, вторинноротість властива деяким з первинноротих тварин (наприклад, волосовим, у яких на місці бластопора формується анус). У вторинноротих на місці бластопора іноді утворюється нервнокишковий канал, що тимчасово з'єднує травну порожнину з порожниною нервової трубки. У амфібій він спочатку утворюється у вигляді дугоподібного поглиблення (спинна губа бластопора), яке потім замикається в кільце, і закривається «жовтковою пробкою» — групою заповнених жовтком клітин вегетативної півкулі бластули. У вищих хребетних він має вигляд довгого вузького заглиблення. У людини бластопор має дуже малі розміри.
Мак-Брайд писав у своїй роботі, присвяченій розвитку ланцетника: «Я твердо впевнений, що рот і анус у всіх тварин, у яких можна знайти ці два отвори, зобов'язані своїм походженням поділу довгого щілиноподібного рота».